# Xestophrys horvathi
Xestophrys horvathi är en insektsart som beskrevs av Bolívar, I. 1905. Xestophrys horvathi ingår i släktet Xestophrys och familjen vårtbitare. Inga underarter finns listade i Catalogue of Life.